# 凶火
是2022年上映的美國科幻恐怖電影，改编自斯蒂芬·金的同名小说，同时也是1984年同名电影的翻拍版。电影由基斯·托马斯执导，斯科特·蒂姆斯编剧，演出阵容包括柴克·艾弗隆、萊恩·基耶拉·阿姆斯特朗、西德妮·莱蒙、柯特伍德·史密斯、约翰·比斯利、迈克尔·格雷耶斯和格洛丽亚·鲁本。故事講述出身自超能力者家庭、天生擁有釋放火焰能力的小女孩查莉，因為自身和家庭成員的超能力，帶來連串出乎眾人意料之外的可怕事件。
电影于2022年5月13日在流媒体平台Peacock和院线同步上线，由环球影业负责发行。电影虽然在全球获得1500万美元的票房，成功收回1200万美元的制片成本，但却遭到影评人的抨击，当中部分人认为翻拍版不如1984年的原版。电影的主演萊恩·基耶拉·阿姆斯特朗曾因本片获提名第43屆金酸莓獎最差女主角，但外界批评主办方不应该把奖颁给年纪只有12岁的演员，最终主办方撤回了提名。

## 剧情
小女孩查莉天生具有放火的超能力。在她还在牙牙学语的时候，她不小心把自己的房间给点着了，这让她的父亲安迪惊恐不已。事实上，查莉的放火能力是受父母影响所致。安迪和薇琪还没有结婚的时候，曾参与过政府组织的临床医学实验。据医生透露，他们被注入了一种名为Lot-6的化学实验药物，可以施展常人不具备的超自然现象，安迪可以心灵感应，薇琪可以使用念力。
一天晚上，查莉做了一个噩梦，事后坐在厨房的餐桌上。父母过来询问原因，查莉说自己一直在压抑着自己的放火能力，结果这个能力非但没有受到控制，反而更加不稳定了。有一次她在学校被同学欺负，放火能力在愤怒情绪的驱使下突然释放，炸掉了厕所的隔间，这件事在学校引起了一阵骚动。与此同时，安迪用自己的超能力阻止客户吸烟，结果出了反效果，眼睛不断流血。
在一处秘密基地，科学情报部（Department of Scientific Intelligence）的简·霍利斯特监测到查理超能力爆发的热信号。她找到Lot-6的发明人约瑟夫·万利斯博士，万利斯恳求霍利斯特在查莉闯下大祸前处理掉她。为此，霍利斯特找来同样是超人类的约翰·雷伯德协助执行任务。雷伯德找到查理家，被薇琪用念力攻击。此时查莉和安迪也回到家里，雷伯德情急之下用刀抵住薇琪的脖子，当着两人的面杀死了她，这让查理愤怒不已，放出一个巨大的火团炸掉整间房子。随后安迪和查莉坐上卡车逃亡。
路上，两人遇到名叫欧文·曼德斯的男子。安迪用念力促使欧文载他们去波士顿，随即搭上了顺风车，一行人中途在欧文家停留。查莉发现了欧文的妻子瘫痪在床，欧文突然暴怒，随后又承认自己有时候控制不住情绪。欧文整晚都没有睡觉，一直在看电视上讲查莉家爆炸的事情，当中安迪被当局认定为凶手。欧文想把安迪赶走，安迪说自己是为了女儿逃亡。查莉说自己和安迪的妻子进行心灵沟通，期间对方向她透露自己的残疾是因为欧文出事故造成的，不过她并没有责怪欧文。随后警方因应欧文报警前来查看情况，欧文听完查莉的讲述，一时心软，决定全力帮助两父女。令人意想不到的是，雷伯德并没有在大火中死去。他潜伏在欧文家附近的丛林，杀死了前来的警察，在欧文开着卡车接应查莉和安迪前，开枪打中了欧文的膝盖。安迪利用念力把雷伯德弄糊涂，给查莉跑进森林创造时机。查莉花时间学习控制放火能力，之后偷了一辆车和几件衣服，追着安迪的心电感应信号，来到了科学情报部的监狱。
查莉从特工的身上拿走门卡，特工拿枪对着她，她一把杀掉了对方。随后她顺着大楼梯走到地下的限制区，也就是关押着安迪的地方。查莉在玻璃牢房里找到安迪，但霍利斯特也在里面，而且叫查莉不要想着放火烧自己，不然连安迪都会遭殃。安迪表示自己并没有发出心电信号，发信的是雷伯德。安迪意识到自己在劫难逃，开始向查莉忏悔，之后就控制查莉把整个基地炸掉，包括自己和霍利斯特在内。随后查莉遭到基地人员追杀，查莉利用控制能力解开了所有安全门，在基地里畅通无阻，杀掉了所有人，被关在牢房里的雷伯德也意外获释。查莉遇到一群穿着防护服的人，火烧不到他们。就在查莉快要被这群人制服的时候，雷伯德突然出现，从后面开枪打死了他们。雷伯德跪倒在查莉面前忏悔，希望查莉随意处理自己。查莉一开始是杀掉雷伯德，后来看到了镜子中的倒影，觉得雷伯德也不过是受人摆布，和自己差不多，最终赦免了雷伯德。随后查莉炸掉了整个基地。后来，查莉出现在沙滩上，雷伯德跟着身后，成为了查莉的监护人，两人一起走进夜色中。

## 演员
- 萊恩·基耶拉·阿姆斯特朗 饰 查琳·“查莉”·麦吉（Charlene "Charlie" McGee），一位11岁的小女孩，有愤怒管理问题，经常会因为愤怒而释放放火的超能力
- 柴克·艾弗隆 饰 安德鲁·“安迪”·麦吉（Charlene "Charlie" McGee），查莉的父亲，拥有心灵感应的超能力
- 西德妮·莱蒙（英语：Sydney Lemmon） 饰 维多利亚·“薇琪”·汤姆林森-麦基（Victoria "Vicky" Tomlinson-McGee），查莉的母亲，拥有念力的超能力
- 柯特伍德·史密斯（英语：Kurtwood Smith） 饰 约瑟夫·万利斯博士（Dr. Joseph Wanless）
- 约翰·比斯利（英语：John Beasley (actor)） 饰 欧文·曼德斯（Irv Manders）
- 迈克尔·格雷耶斯（英语：Michael Greyeyes） 饰 约翰·雷伯德（John Rainbird），由DSI培养的赏金猎人，奉命追杀查莉
- 格洛丽亚·鲁本（英语：Gloria Reuben） 饰 简·霍利斯特上尉（Captain Jane Hollister），DSI的负责人。在原版电影中，该角色为男性的詹姆斯·霍利斯特（James Hollister）

## 制作
2017年4月27日，环球影业和布倫屋製片公司宣布翻拍1984年电影《凶火》，由阿奇瓦·高斯曼执导，傑森·布倫担任制作人。2018年6月28日，法提·阿金接任高斯曼担任导演，斯科特·蒂姆斯启动编剧工作。2019年12月16日，基斯·托马斯接任法提·阿金的导演工作。2020年9月，柴克·艾弗隆加盟剧组。2021年2月，迈克尔·格雷耶斯加盟剧组。2021年6月，萊恩·基耶拉·阿姆斯特朗、格洛丽亚·鲁本和西德妮·莱蒙加盟剧组。主体拍摄于2021年5月25日在加拿大多伦多和哈密尔顿启动，7月16日杀青。
电影配乐由約翰·卡本特、科迪·卡本特和丹尼尔·戴维斯谱曲，其中戴维斯曾参与布倫屋的《月光光新慌慌》（2018年）和《月光光新慌慌：萬聖殺》（2021年）。配乐原声带于2022年5月12日上线流媒体平台，黑胶和CD版由Back Lot Music发行，卡带录影带于10月由圣骨唱片发行。
| 曲序     | 曲目                     | 时长  |
| -------- | ------------------------ | ----- |
| 1.       | Mother's Love            | 3:08  |
| 2.       | Lot 6 (Main Titles)      | 2:58  |
| 3.       | Are You Scared of Me?    | 1:00  |
| 4.       | Dodge Ball Heats Up      | 2:16  |
| 5.       | Corporate Menace         | 1:36  |
| 6.       | Burned Hands             | 2:50  |
| 7.       | Rainbird Fights Vicky    | 1:48  |
| 8.       | Bless Mommy              | 1:21  |
| 9.       | Flashback Kills          | 2:51  |
| 10.      | Flashback Kills          | 2:22  |
| 11.      | Sniper Attack            | 3:44  |
| 12.      | Charlie Alone            | 0:36  |
| 13.      | Charlie's Powers         | 1:53  |
| 14.      | I'll Find You            | 3:04  |
| 15.      | Charlie's Rampage        | 4:42  |
| 16.      | Charlie's Rampage        | 2:52  |
| 17.      | Firestarter (End Titles) | 3:46  |
| 总时长： | 总时长：                 | 42:56 |

## 发行
电影于2022年5月13日在流媒体平台Peacock和院线同步上线，由环球影业负责发行。流媒体平台上线首周，有200万户家庭观看了电影。2022年6月12日，电影上线隨選視訊平台，DVD于同年6月28日发行。

## 反响

### 票房
电影在北美地区获得970万美元的票房，海外530万美元，全球票房共计1500万美元。
在北美，电影与《欢乐野营两家人》同日上映，首周末预计从3412家电影院获得500万到700万美元的票房。最终首日票房154万美元（含周四点映的37.5万），首周末票房380万美元，位列票房榜第四位。次周有所回落，达200万美元。第三周票房28.5万，票房榜排名跌出前十。到第五周，电影与《侏羅紀世界：統霸天下》在一家汽車戲院连映，票房入账83.3万，票房榜排名重回前十。第六周再度跌出前十，票房为182,365美元。
海外方面，电影于40个国家和地区获得210万美元的票房。次周末扩大到46个国家和地区上映，票房83.3万美元。

### 专业评价
电影在汇总媒体烂番茄获得158条评价，收获10%的腐烂度，平均得分仅为3.6/10。网站共识写道：“《凶火》较原作改善了许多，但存在许多硬伤，在斯蒂芬·金一大批改编作品中排名垫底。”Metacritic收录29条评论，打出32/100的平均分。影院评分观众票选评级为“C–”（评级范围从A+到F），PostTrak有50%的观众给予正面评价，观众推荐度27%。

## 未来发展
2022年5月，制片人托马斯表示有意将电影打造成系列作品，后续作品形式可能为续集、前傳或外传，具体正在商谈中。